# Isabelle Béké
Isabelle Béké est une actrice et mannequin originaire de Côte d'Ivoire. Elle est remarquée par la suite pour son rôle de Caroline dans le long métrage panafricain Le Pari de l'amour du réalisateur Didier Aufort

## Biographie
Née à Abidjan, elle quitte la Côte d'Ivoire à l'âge de cinq ans pour étudier en France.
Elle passe son adolescence entre Lyon
Genève et Paris en famille. Elle participe au casting Elite Model Look à Lyon où elle sera repérée et débutera sa carrière de mannequin dans l’agence professionnel Gladys Fashion à Lyon 3eme.  
Plus tard elle sera auditionnée par celle qui a découvert Fatou N'Diaye (Fatou la malienne) Meji U'Tumsi pour le rôle de « Caroline » dans son premier long métrage intitulé Le Pari de l'Amour, tiré des collections littéraires à succès Adoras. C'est l'un des premiers films ivoiriens de qualité numérique tourné entre Abidjan, Paris et Dakar.
Le scénario vient rompre avec la monotonie de la filmographie africaine, montrant qu'il existe aussi une Afrique urbaine, moderne, dont la jeunesse est en proie aux mêmes illusions et aux mêmes déceptions que l'Europe ou les États-Unis. Elle tourne également aux côtés de Passi, Firmine Richard et Aïssa Maiga dans No Way du réalisateur ivoirien Owell Brown ancien mannequin, elle reviendra à Abidjan des années plus tard pour participer au défilé "Féerie 20 ans de mode" du célèbre styliste ivoirien Gilles Touré dont elle fut l'égérie.
En 2016 après plusieurs années dans le milieu de la mode Isabelle Béké décide de mettre son savoir dans le domaine au service de son pays en organisant la 1re édition de « Abidjan Fashion Night », un Fashion show inédit permettant de mettre en lumière des designers du monde entier. Pour la 1ère édition, AFN a accueilli (Nanawax /Benin, Flaminia Mechoulam /Angleterre et Max Chaoul couture/ Paris) dans le très beau cadre de l’hôtel Ivoire. 

## Filmographie
- 2003 : Pari de l'amour de Didier Aufort : Caroline
- 2008 : No Way de Owell Brow : Vanille
- 2009 : Alice, court-métrage de Mamady Sidibé : rôle d'Aissatou
- 2014 : Braquage à l'Africaine
- 2015 : Missié & Madam (mini série comique) projet d'Erico Sery : Cinthya
- 2016 : Sœurs Ennemies (série saison 1) réalisation Lobo projet d'Erico sery: Kyana
- 2017 : Soeurs Ennemies (série saison 2) réalisation Nathalie Carolo projet d'Erico Sery : Kyana
- 2018 : Privilege Show TV (lifestyle sur RTI1) animatrice
- 2018 : Les Rois du ciseau (tv show mode) sud 1ere / animatrice

## Nominations et récompenses
- 2003 : Festival Vues d'Afrique, Montréal, Canada.
- 2003 : Grand Prix du Public du Festival international du film de Ouidah, Bénin.
- 2003 : Festival panafricain du film de Los Angeles, États-Unis.
- 2003 : Pan African film Festival d'Atlanta, États-Unis.
- 2003 : Fountain Tanz Festival à Berlin (mai, juin 2003).
- 2003 : Festival Écrans Noirs, Yaoundé, Cameroun.
- 2003 : Black Film Festival de Londres, juillet 2003.
- 2003 : Festival international du film du Caire, Égypte.
- 2003 : Festival de Sithengi, Afrique du Sud, novembre 2003.